# Dorian Lévêque
Dorian Lévêque (Hyères, 22 de novembro de 1989) é um futebolista profissional francês que atua como defensor.

## Carreira

### Boulogne
Dorian Lévêque começou a carreira no Boulogne.

### PAOK
Ele se transferiu ao PAOK, em 2017.

## Títulos
Guingamp
- Coupe de France: 2013–14

PAOK
- Copa da Grécia: 2017–18